# رنی الیس گولدزبری
رِنِی اِلیس گولدزبری (انگلیسی: Renée Elise Goldsberry؛ زادهٔ ۲ ژانویهٔ ۱۹۷۱) یک هنرپیشه و خواننده اهل ایالات متحده آمریکا است.
او تاکنون، بابت هنرنمایی در مجموعه‌های تلویزیونی مختلف، برندهٔ جوایز گوناگونی شده‌است.

## گزیدهٔ آثار

### سینما
- خواهران (۲۰۱۵)
- هر چیز پنهانی (فیلم)

### تلویزیون
- همسر خوب (۲۰۱۵–۲۰۱۰)
- کارشناسان سکس (۲۰۱۴)
- قانون و نظم: واحد قربانیان ویژه (۲۰۱۴–۲۰۱۳)
- یقه سفید (۲۰۱۰)
- پیشتازان فضا: انترپرایز (۲۰۰۲)